# Cidarollus
Cidarollus es un género de foraminífero bentónico de estatus incierto, aunque considerado un sinónimo posterior de Pulvinulina, el cual es considerado a su vez un sinónimo posterior de Eponides de la Subfamilia Eponidinae, de la Familia Eponididae, de la Superfamilia Discorboidea, del Suborden Rotaliina y del Orden Rotaliida. Su especie-tipo era Cidarollus plicatus. Su rango cronoestratigráfico abarcaba el Holoceno.

## Clasificación
Cidarollus incluía a la siguiente especie:
- Cidarollus plicatus